# Syngamia florella
Syngamia florella is een vlinder uit de familie van de grasmotten (Crambidae), uit de onderfamilie van de Spilomelinae. De wetenschappelijke naam van deze soort is voor het eerst voorgesteld als Tinea florella door Caspar Stoll in een publicatie uit 1781.
De soort komt voor in de Verenigde Staten, Cuba, Jamaica, Dominicaanse Republiek, Puerto Rico, Sint-Maarten, Sint Eustatius, Mexico, Belize, Honduras, Nicaragua, Costa Rica, Colombia, Frans-Guyana, Suriname, Brazilië, Ecuador, Peru, Bolivia en Argentinië.